# سرگی شاریخوف
سرگی شاریخوف (روسی: Сергей Александрович Шариков؛ ۱۸ ژوئن ۱۹۷۴ – ۶ ژوئن ۲۰۱۵) شمشیرباز اهل روسیه بود.
وی همچنین برندهٔ جوایزی همچون نشان دوستی شده‌است.